# Leptotarsus mossambicensis
Leptotarsus mossambicensis är en tvåvingeart som först beskrevs av Alexander 1920.  Leptotarsus mossambicensis ingår i släktet Leptotarsus och familjen storharkrankar.
Artens utbredningsområde är Moçambique. Inga underarter finns listade i Catalogue of Life.